# 约翰·考德威尔 (政治人物)
约翰·考德威尔（John Caldwell，1757年—1804年11月19日），是一名肯塔基州政治家，他曾任肯塔基州参议员、肯塔基州副州长。
1792年，他当选肯塔基州参议院议员，并在1804年，当选为肯塔基州第二任副州长。考德威尔在任内因病去世。他死后肯塔基州考德威尔郡以他命名。